# Нельсон, Хью
Хью М. Не́льсон (англ. Hugh M. Neilson; род. 1904) — шотландский кёрлингист.
В составе мужской сборной Шотландии участник и серебряный призёр чемпионата мира 1961. Команда Уилли Макинтоша участвовала в чемпионате мира после выигрыша ими шотландского клубного чемпионата The Rink Championship в 1960 (до 1962 мужской чемпионат Шотландии не проводился).
Играл на позиции четвёртого, был скипом команды.

## Достижения
- Чемпионат мира по кёрлингу среди мужчин: серебро (1961).
- Чемпионат Шотландии по кёрлингу среди ветеранов: бронза (2022).

## Команды
| Сезон   | Четвёртый   | Третий        | Второй          | Первый       | Турниры  |
| ------- | ----------- | ------------- | --------------- | ------------ | -------- |
| 1959—60 | Хью Нельсон | Уотсон Юилл   | Том Юилл        | Эндрю Уилсон | ЧМ 1960  |
| 2021—22 | Хью Нельсон | William Baird | Роберт Киркленд | Alex Fleming | ЧШВ 2022 |

(скипы выделены полужирным шрифтом)